# Martininia panamaensis
Martininia panamaensis är en svampart som beskrevs av Dumont & Korf 1970. Martininia panamaensis ingår i släktet Martininia och familjen Sclerotiniaceae.   Inga underarter finns listade i Catalogue of Life.